# Squash-Mannschaftsweltmeisterschaft der Frauen 2016
Die 20. Mannschafts-Weltmeisterschaft der Damen (englisch 2016 Women’s World Team Squash Championship) fand vom 27. November bis 3. Dezember 2016 in Paris, Frankreich, statt. Organisiert wurde das Turnier vom französischen Squashverband sowie der World Squash Federation. Insgesamt traten 17 Mannschaften an.
Titelverteidiger war England. Die Mannschaft erreichte erneut das Endspiel, wo sie auf die topgesetzten Ägypterinnen traf. Nachdem Laura Massaro England mit einem Sieg gegen Nour El Sherbini in Führung gebracht hatte, glich Nouran Gohar gegen Alison Waters mit einem 3:0-Erfolg aus. Mit demselben Resultat sicherte Raneem El Weleily gegen Sarah-Jane Perry den dritten Titelgewinn für Ägypten. Die deutsche Nationalmannschaft belegte zum Abschluss den 14. Platz, Österreich kam nicht über den 17. Platz hinaus.

## Teilnehmende Mannschaften
Insgesamt traten 17 Mannschaften von den fünf kontinentalen Verbänden an: Europa, Asien, Amerika, Afrika und Ozeanien.
| Europa      | Asien    | Amerika            | Afrika  | Ozeanien   |
| ----------- | -------- | ------------------ | ------- | ---------- |
| Deutschland | Hongkong | Kanada             | Ägypten | Australien |
| England     | Indien   | Mexiko             |         | Neuseeland |
| Frankreich  | Japan    | Vereinigte Staaten |         |            |
| Niederlande | Malaysia |                    |         |            |
| Österreich  |          |                    |         |            |
| Spanien     |          |                    |         |            |
| Wales       |          |                    |         |            |

## Modus
Die teilnehmenden Mannschaften wurden gemäß ihrer Setzung in vier Gruppen einander zugelost, die Gruppengröße betrug dabei vier bzw. fünf Mannschaften. Innerhalb der Gruppen wurde im Round-Robin-Modus gespielt, die beiden bestplatzierten Mannschaften erreichten die Finalrunde, die im K.-o.-System ausgetragen wurde. Bei dem Turnier wurden alle Plätze ausgespielt.
Alle Mannschaften bestanden aus mindestens drei und höchstens vier Spielerinnen, die in der Reihenfolge ihrer Spielstärke gemeldet werden mussten. Pro Begegnung wurden drei Einzelpartien bestritten. Eine Mannschaft hatte gewonnen, wenn ihre Spielerinnen zwei der Einzelpartien gewinnen konnten. Die Spielreihenfolge der einzelnen Partien war unabhängig von der Meldereihenfolge der Spielerinnen.

## Ergebnisse

### Gruppenphase

#### Gruppe A
| Rang | Land                                              | Sp. | S | N | Sp.-Diff. | Punkte |
| ---- | ------------------------------------------------- | --- | - | - | --------- | ------ |
| 1    | Ägypten (El Sherbini, El Weleily, Gohar, Kawy)    | 3   | 3 | 0 | 9:0       | 6      |
| 2    | Neuseeland (King, Landers-Murphy, Craig, Millar)  | 3   | 2 | 1 | 5:4       | 4      |
| 3    | Indien (Chinappa, Pallikal, Salunkhe, Kuruvilla)  | 3   | 1 | 2 | 4:5       | 2      |
| 4    | Mexiko (García, Hernández, López, Anguiano Gómez) | 3   | 0 | 3 | 0:9       | 0      |

| Ägypten    | – | Indien     | 3:0 |
| Neuseeland | – | Mexiko     | 3:0 |
| Ägypten    | – | Neuseeland | 3:0 |
| Indien     | – | Mexiko     | 3:0 |
| Ägypten    | – | Mexiko     | 3:0 |
| Neuseeland | – | Indien     | 2:1 |

#### Gruppe B
| Rang | Land                                                 | Sp. | S | N | Sp.-Diff. | Punkte |
| ---- | ---------------------------------------------------- | --- | - | - | --------- | ------ |
| 1    | England (Massaro, Waters, Perry, Lust)               | 3   | 3 | 0 | 7:2       | 6      |
| 2    | Vereinigte Staaten (Sobhy, Blatchford, Sedky, Sobhy) | 3   | 2 | 1 | 6:3       | 4      |
| 3    | Kanada (Cornett, Letourneau, Naughton, Todd)         | 3   | 1 | 2 | 3:6       | 2      |
| 4    | Wales (Evans, Roberts, Teifi, Davies)                | 3   | 0 | 3 | 2:7       | 0      |

| England            | – | Kanada             | 3:0 |
| Vereinigte Staaten | – | Wales              | 3:0 |
| England            | – | Vereinigte Staaten | 2:1 |
| Kanada             | – | Wales              | 2:1 |
| England            | – | Wales              | 2:1 |
| Vereinigte Staaten | – | Kanada             | 2:1 |

#### Gruppe C
| Rang | Land                                                        | Sp. | S | N | Sp.-Diff. | Punkte |
| ---- | ----------------------------------------------------------- | --- | - | - | --------- | ------ |
| 1    | Malaysia (David, D. Arnold, Subramaniam, R. Arnold)         | 3   | 3 | 0 | 9:0       | 6      |
| 2    | Australien (Grinham, Urquhart, Nunn, Saxby)                 | 3   | 2 | 1 | 5:4       | 4      |
| 3    | Niederlande (van der Heijden, Grinham, ter Sluis, Dorenbos) | 3   | 1 | 2 | 4:5       | 2      |
| 4    | Österreich (Coufal, Polak, Rehman, Van der Merwe)           | 3   | 0 | 3 | 0:9       | 0      |

| Malaysia    | – | Niederlande | 3:0 |
| Australien  | – | Österreich  | 3:0 |
| Malaysia    | – | Australien  | 3:0 |
| Niederlande | – | Österreich  | 3:0 |
| Malaysia    | – | Österreich  | 3:0 |
| Australien  | – | Niederlande | 2:1 |

#### Gruppe D
| Rang | Land                                           | Sp. | S | N | Sp.-Diff. | Punkte |
| ---- | ---------------------------------------------- | --- | - | - | --------- | ------ |
| 1    | Frankreich (Serme, Aumard, Pomportes, Mesic)   | 4   | 4 | 0 | 10:2      | 8      |
| 2    | Hongkong (Au, Chan, Liu, Tong)                 | 4   | 3 | 1 | 9:3       | 6      |
| 3    | Japan (Kobayashi, Watanabe, Sugimoto, Sakai)   | 4   | 2 | 2 | 5:7       | 4      |
| 4    | Spanien (Aranda, Gómez, Juan Gallach, Latorre) | 4   | 1 | 3 | 4:8       | 2      |
| 5    | Deutschland (Wall, Sinclair, Hennes, Beinhard) | 4   | 0 | 4 | 2:10      | 0      |

| Frankreich | – | Spanien     | 3:0 |
| Hongkong   | – | Japan       | 3:0 |
| Frankreich | – | Deutschland | 3:0 |
| Hongkong   | – | Spanien     | 2:1 |
| Hongkong   | – | Deutschland | 3:0 |

| Japan       | – | Spanien     | 2:1 |
| Frankreich  | – | Japan       | 2:1 |
| Deutschland | – | Spanien     | 1:2 |
| Japan       | – | Deutschland | 2:1 |
| Hongkong    | – | Frankreich  | 1:2 |

### Finalrunde
| Viertelfinale | Viertelfinale      | Viertelfinale | Viertelfinale | Viertelfinale |  |  | Halbfinale | Halbfinale | Halbfinale | Halbfinale | Halbfinale |    |         | Finale  | Finale | Finale | Finale | Finale |
|               |                    |               |               |               |  |  |            |            |            |            |            |    |         |         |        |        |        |        |
| A1            | Ägypten            | 3             | 3             | 2             |  |  |            |            |            |            |            |    |         |         |        |        |        |        |
| B2            | Vereinigte Staaten | 0             | 1             | 0             |  |  | A1         | Ägypten    | 3          | 3          | 2          |    |         |         |        |        |        |        |
| C2            | Australien         | 1             | 0             | 0             |  |  | D1         | Frankreich | 0          | 0          | 0          |    |         |         |        |        |        |        |
| D1            | Frankreich         | 3             | 3             | 2             |  |  |            |            |            |            |            | A1 | Ägypten | 1       | 3      | 3      |        |        |
| C1            | Malaysia           | 2             | 3             | 1             |  |  |            |            |            |            |            |    | B1      | England | 3      | 0      | 0      |        |
| D2            | Hongkong           | 3             | 0             | 3             |  |  | D2         | Hongkong   | 1          | 0          |            |    |         |         |        |        |        |        |
| A2            | Neuseeland         | 1             | 0             | 0             |  |  | B1         | England    | 3          | 3          |            |    |         |         |        |        |        |        |
| B1            | England            | 3             | 3             | 2             |  |  |            |            |            |            |            |    |         |         |        |        |        |        |

### Finale
| Ägypten                                                                | Finale | England                                                         |
| ---------------------------------------------------------------------- | --- | --------------------------------------------------------------- |
| Team Nour El Sherbini Raneem El Weleily Nouran Gohar Omneya Abdel Kawy | Datum: 3. Dezember 2016 Ort: Paris \| Nour El Sherbini \| 11:9, 5:11, 6:11, 6:11 \| Laura Massaro \| \| Nouran Gohar \| 11:6, 11:4, 12:10 \| Alison Waters \| \| Raneem El Weleily \| 12:10, 11:4, 11:6 \| Sarah-Jane Perry \| Resultat: 2:1 | Team Laura Massaro Alison Waters Sarah-Jane Perry Victoria Lust |
| Nour El Sherbini                                                       | 11:9, 5:11, 6:11, 6:11 | Laura Massaro                                                   |
| Nouran Gohar                                                           | 11:6, 11:4, 12:10 | Alison Waters                                                   |
| Raneem El Weleily                                                      | 12:10, 11:4, 11:6 | Sarah-Jane Perry                                                |

## Abschlussplatzierungen
| Rang | Mannschaft         |
| 01.  | Ägypten            |
| 02.  | England            |
| 03.  | Frankreich         |
| 04.  | Hongkong           |
| 05.  | Vereinigte Staaten |
| 06.  | Malaysia           |
| 07.  | Neuseeland         |
| 08.  | Australien         |

| Rang | Mannschaft  |
| 09.  | Indien      |
| 10.  | Kanada      |
| 11.  | Japan       |
| 12.  | Niederlande |
| 13.  | Spanien     |
| 14.  | Deutschland |
| 15.  | Mexiko      |
| 16.  | Wales       |

| Rang | Mannschaft |
| 17.  | Österreich |